# 萨莱姆
萨莱姆（德語：Salem，發音：[ˈzaːləm]）是德国巴登-符腾堡州蒂宾根行政区博登湖县的市镇，面积62.69平方千米，2023年12月31日人口为12,355人。